# MoaC
Nella biosintesi batterica del cofattore molibdeno la proteine MoaC è coinvolta insieme alla proteine MoaA nella trasformazione del GTP in precursore Z. Il ruolo di MoaC non è ancora molto chiaro, due possibili funzioni gli sono state supposte. La prima è di enzima accettore del radicale formato dalla MoaA. Quest'ultima è un enzima metilasi dipendentei dal coenzima S-adenosil metionina (SAM), le quali formano un radicale mediante la divisione riduttiva del SAM. Visto che molti enzimi dipendenti dal coenzima SAM richiedono un'altra proteina nella quale trasferire il radicale una delle imputate potrabbe essere la MoaC. La seconda funzione possibile è il coinvolgimento nella separazione del gruppo pirofosfato, formando il gruppo ciclofosfato del precursore Z.
La struttura è composto da un esamero organizzato come un trimero di dimeri.
La analoga proteina umana di MoaC è conosciuta come MOCS1B.